# Parafia św. Wojciecha w Kowali
Parafia Świętego Wojciecha w Kowali – jedna z 13 parafii rzymskokatolickich dekanatu Radom-Południe diecezji radomskiej. Znajduje się przy drodze Radom – Wierzbica.

## Historia
Parafia erygowana została przed 1326 r. Pierwotny kościół drewniany istniał tu w 1400 r. Kolejny drewniany wzniesiony był w 1784, a spłonął od pioruna w 1794. Obecna świątynia zbudowana została w latach 1796–1806, z fundacji Jana Nepomucena Rogowskiego, starosty zawichojskiego i jego żony Marianny z Mireckich oraz Jana Nepomucena Jasińskiego i jego żony Eleonory z Rogowskich. Kościół został konsekrowany 19 października 1806 przez bp. Jana Leńczowskiego sufragana krakowskiego z siedzibą w Lublinie. Świątynia była restaurowana w 1967 staraniem ks. Stefana Gliszczyńskiego. Jest budowlą trzynawową, halową, orientowaną, wzniesioną z kamienia.
Przy kościele znajduje się także cmentarz parafialny z XIX wieku.

## Zasięg parafii
Do parafii należą wierni z miejscowości: Augustów (część), Dąbrówka Zabłotnia, Kosów, Kowala-Stępocina, Maliszów, Parznice, Romanów, Rożki, Ruda Mała, Walentynów.

## Proboszczowie
- 1924–1948 – ks. Jan Kozicki
- 1948–1963 – ks. Stefan Gliszczyński
- 1963–1970 – ks. Adam Rdzanek
- 1970–1992 – ks. kan. Józef Nita
- 1992–2005 – ks. kan. Andrzej Wołczyński
- 2005–2015 – ks. kan. Krzysztof Jężak
- od 2015 – ks. Piotr Andrzej Borciuch